# Caribbean Sunset
Caribbean Sunset är den tidigare The Velvet Underground-medlemmen John Cales nionde soloalbum, utgivet januari 1984. Albumet producerat av John Cale och släpptes under etiketten Ze Records.

## Låtlista
1. "Hungry For Love"
2. "Experiment Number 1"
3. "Model Beirut Recital"
4. "Caribbean Sunset"
5. "Praetorian Underground"
6. "Magazines"
7. "Where There's A Will"
8. "The Hunt"
9. "Villa Albani"

## Medverkande
- John Cale − gitarr, keyboard, sång
- Brian Eno − A.M.S.
- Andy Heermans − bas, sång
- Dave Lichtenstein − slagverk
- Dave Young − gitarr, sång